# 4-溴四氢噻喃
4-溴四氢噻喃是一种有机化合物，化学式为C5H9BrS，它可由四氢噻喃-4-醇和三溴化磷反应得到。它和镁在乙醚中反应，可以得到八氢-4,4'-联噻喃。它和9-噻吨酮反应，可以得到9-(四氢噻喃-4-基)噻吨-9-醇，进一步反应，可以得到9-(四氢噻喃-4-亚基)噻吨。